# Howlands Lake
Howlands Lake, zn. inaczej jako Scribner Pond – niewielki zbiornik retencyjny w stanie Nowy Jork, w hrabstwie Westchester. Jego powierzchnia wynosi 27 akrów (0,11 km2), a lustro wody położone jest 137 m n.p.m. Przez zbiornik przepływa rzeka Kisco.